# Ormetica geometrica
Ormetica geometrica là một loài bướm đêm thuộc phân họ Arctiinae, họ Erebidae.